# Continuació analítica
En matemàtiques, i més concretament en anàlisi complexa, una extensió analítica (o continuació analítica) és una tècnica per ampliar el domini d'una funció analítica donada.

## Introducció
Considerem un punt {\displaystyle p} del pla complex i la 
sèrie de potències en {\displaystyle z-p}:
{\displaystyle \alpha _{0}+\alpha _{1}(z-p)+\alpha _{2}(z-p)^{2}+\alpha _{3}(z-p)^{3}+...}
Aquesta sèrie de potències convergeix en un cert cercle {\displaystyle C_{1}} de 
centre {\displaystyle p} i, doncs, hi defineix una funció
holomorfa {\displaystyle f}; escrivem {\displaystyle f_{p}}
per a posar en evidència el punt de 
desenvolupament.
Considerem un punt {\displaystyle q\in C_{1}}
i desenvolupem {\displaystyle f} en 
sèrie de potències de {\displaystyle z-q}:
{\displaystyle f_{q}(z)=\beta _{0}+\beta _{1}(z-q)+\beta _{2}(z-q)^{2}+\beta _{3}(z-q)^{3}+...}
Si és cas que el cercle de convergència {\displaystyle C_{2}} d'aquesta darrera
sèrie no sigui continugut en {\displaystyle C_{1}}, hom ha de fet obtingut una coneixença
més ampla de {\displaystyle f}, mitjançant la definició:
{\displaystyle f(z):=\left\{{\begin{matrix}f_{p}(z)&{\textrm {si}}\ z\in C_{1}\\f_{q}(z)&{\textrm {si}}\ z\in C_{2}\end{matrix}}\right.}
Aquesta definició és 
bé posada, perquè {\displaystyle z\in C_{1}\cap C_{2}\Rightarrow f_{p}(z)=f_{q}(z)}.
Direm que l'extenció 
de {\displaystyle f} a 
{\displaystyle C_{1}\cup C_{2}}
així obtinguda és una 
continuació analítica
(o també un prolongament analític)
de {\displaystyle f_{p}:C_{1}\rightarrow \mathbb {C} };
direm també que {\displaystyle f_{q}:C_{2}\rightarrow \mathbb {C} }
és una 
continuació analítica de
{\displaystyle f_{p}:C_{1}\rightarrow \mathbb {C} } i viceversa.
Per exemple, es pot senzillament
veure que les dues 
sèries de potències 
{\displaystyle \displaystyle \sum _{n=0}^{\infty }{\frac {z^{n}}{2^{n+1}}}\ (\vert z\vert <2)} i 
{\displaystyle \displaystyle \sum _{n=0}^{\infty }{\frac {(z-i)^{n}}{(2-i)^{n+1}}}\ (\vert z-i\vert <{\sqrt {5}})} són 
cadascuna una continuació analítica de l'altra.
Notem que totes dues representen 
la funció {\displaystyle z\mapsto 1/(2-z)}. Més en general,
si és cas que 
{\displaystyle f}, definida
a priori dins un conjunt obert {\displaystyle U\subset \mathbb {C} }, es pugui
restringir a un conjunt obert
{\displaystyle V\subset U} i successivament
{\displaystyle f\vert _{V}} pugui ésser
prolongada
a un conjunt obert
{\displaystyle W\not \subset U}, direm que 
la nova
funció obtenida es una
continuació analítica
de {\displaystyle f}.

## Les definicions bàsiques
Un element de funció
1holomorfa és un parell
{\displaystyle \left(U,f\right)}, 
on
{\displaystyle U} és
un conjunt obert
a connexió simple
del pla complex,
{\displaystyle f:U\rightarrow \mathbb {C} } una funció holomorfa definida en {\displaystyle U}, 
que pren valors en {\displaystyle \mathbb {C} }.
Dos elements
{\displaystyle \left(U,f\right)} i {\displaystyle \left(V,g\right)}
són conectables si existeix una successió finita 
{\displaystyle \left\{(U_{j},f_{j})\right\}_{j=0,....,n}},
tal que
{\displaystyle \left(U_{0},f_{0}\right)=\left(U,f\right)}, {\displaystyle \left(U_{n},f_{n}\right)=\left(V,g\right)}
i, per a tot 
{\displaystyle j=0,....,n-1},
{\displaystyle \left\{{\begin{matrix}&U_{j}\cap U_{j+1}\not =\emptyset ,\\&f_{j+1}\vert _{U_{j}\cap U_{j+1}}=f_{j}\vert _{U_{j}\cap U_{j+1}}.\end{matrix}}\right.}

Direm que
{\displaystyle \ \{(U_{i},f_{i})\}_{i=0...n}\ }
és una continuació analítica
de {\displaystyle (U,f)} (o de {\displaystyle (V,g)}).
Direm també, si no hi ha possibilitat de confusió,
que cada element és una continuació analítica de {\displaystyle (U,f)}
(o de {\displaystyle (V,g)}).
Els elements {\displaystyle \left\{(U_{j},f_{j})\right\}_{j=0,....,n}}
es diran enllaçats.
Una continuació analítica al llarg d'un 
camí 
{\displaystyle \gamma :[0,1]\rightarrow \mathbb {C} }
(per a senzillesa suposem que
{\displaystyle \gamma } sigui {\displaystyle C^{1}} a trets)
és una continuació analítica
{\displaystyle \{(U_{i},f_{i})\}_{i=0...n}}
tal que 
{\displaystyle \bigcup _{i=0}^{n}U_{i}\supset \gamma ([0,1])}.
Cal sens dubte recordar que 
la continuació analítica al llarg d'un 
camí tancat no conserva pas, en general, 
els valors de la funció
en un entorn
del punt de partida:
es tingui en compte,
per exemple, 
la determinació {\displaystyle \varphi }
de
la funció 'arrel 
quadrada complexa',
en un entorn de {\displaystyle 1},
tal que {\displaystyle \varphi (1)=1}.
Es pot veure {\displaystyle \varphi }, 
en coordenades polars,
com a l'aplicació que
envia 
{\displaystyle \varrho \exp(i\vartheta )}
cap a 
{\displaystyle {\sqrt {\varrho }}\exp(i\vartheta /2)}, on
{\displaystyle {\sqrt {\ }}} indica l'operació d'arrel quadrada
real positiva.
Intu\"\i tivament,
continuem
{\displaystyle \varphi }
al llarg de la 
circumferència unitat:
després
una volta compleda, és a dir
un increment de {\displaystyle \vartheta }
igual a {\displaystyle 2\pi }, 
obtenim 
un nou
element de funció holomorfa
{\displaystyle \psi } en un entorn de {\displaystyle 1},
que ha 
redu\"\i t a meitat 
l'increment de {\displaystyle 2\pi }
l'argument de {\displaystyle z}.
Doncs, {\displaystyle \arg(\psi (z))=\arg(\varphi (z))+\pi },
és a dir {\displaystyle \varphi =-\psi }.
Naturalment, una altra volta
de {\displaystyle 2\pi } ens porta 
de bell nou a l'element 
de partida {\displaystyle \varphi }.
Es pot veure que el conjunt de les continuacions analítiques d'un mateix element forma 
de manera natural una superfície de Riemann, anomenada 
superfície de Riemann de l'element o també continuació analítica maximal, 
que existeix gràcies al Lema de Zorn.

## Formació de fronteres naturals
Considerem un element de funció holomorfa {\displaystyle (U,f)}: 
pot succeir que,
per a cada restricció {\displaystyle (V,g)}
de {\displaystyle (U,f)} (és a dir,
{\displaystyle V\subset U} i {\displaystyle g=f\vert _{V}})
no existeixi cap continuació analítica
{\displaystyle (W,h)} de {\displaystyle (V,g)} tal que 
{\displaystyle W\cap U\not \subset U}.
Si és cas, direm que {\displaystyle \partial U}
és
una frontera natural per a 
l'element {\displaystyle (U,f)}.
Considerem per exemple
la série de potències 
{\displaystyle \sum _{n=0}^{\infty }z^{2^{n}}=1+z^{2}+z^{4}+z^{8}+...}:
gràcies al teorema de Cauchy-Hadamard
ella convergeix dins el disc {\displaystyle \vert z\vert <1},
i, doncs, hi defineix una funció 
holomorfa {\displaystyle h}.
De més, 
{\displaystyle h(z)\to \infty }
llavors que {\displaystyle z\to 1} al llarg de l'eix real.
Puix que
{\displaystyle h(z^{2})=1+z^{4}+z^{8}+z^{16}+...=h(z)-z^{2}} hom ha 
{\displaystyle \lim _{z\to {-1},z\in \mathbb {R} }h(z)=}
{\displaystyle \lim _{z\to {-1},z\in \mathbb {R} }\left(z^{2}+h(z^{2})\right)=\infty }.
De la mateixa manera, {\displaystyle h(z)=z^{2}+z^{4}+h(z^{4})},
ja que {\displaystyle h\to \infty }
llavors que {\displaystyle z\to \pm i} al llarg de l'[[eix 
imaginari]]; de manera general,
{\displaystyle h(z)=z^{2}+...+z^{2^{n}}+h(z^{2^{n}})},
per a tot nombre natural {\displaystyle n}, ja que
{\displaystyle h\to \infty }
llavors que {\displaystyle z\to \exp({2k\pi /2^{n}})}
al llarg d'un radi del disc.
El conjunt dels punts de la forma 
{\displaystyle \exp({2k\pi /2^{n}}),\ k,n\in \mathbb {Z} }
és dens dins el cercle
{\displaystyle \mathbb {T} =\{\vert z\vert =1\}}, ja que 
{\displaystyle h} no admet cap continuació analítica
a algun punt d'aquesta corba: ella és, doncs,
una frontera natural.
Observem que {\displaystyle h} pot tampoc 
ser continuada als punts de {\displaystyle \mathbb {T} } com a
funció meromorfa, perquè, en aquest cas,
{\displaystyle 1/h}
s'anul{\displaystyle \cdot }laria en un conjunt amb un punt d'acumulació i seria, doncs, idènticament zero.